# Họ Nguyệt quế
Lauraceae hay họ Nguyệt quế, trong một số sách vở về thực vật tại Việt Nam gọi là họ Long não hay họ Quế, nhưng tại Wikipedia gọi theo tên thứ nhất do tên khoa học của họ này lấy theo tên gọi của chi nguyệt quế là Laurus mà không lấy theo tên gọi của chi chứa long não và quế là Cinnamomum. Họ này là một nhóm thực vật có hoa nằm trong bộ Nguyệt quế (Laurales). Họ này chứa khoảng 55 chi và trên 2.000 (có thể nhiều tới 4.000) loài, phân bố rộng khắp thế giới, chủ yếu trong các khu vực nhiệt đới và ôn đới ấm, đặc biệt là ở khu vực Đông Nam Á và Nam Mỹ (Brasil). Chúng chủ yếu là các loại cây thường xanh thân gỗ hay cây bụi có hương thơm, nhưng chi Sassafras và một hoặc hai chi khác là các loại cây sớm rụng, còn Cassytha (tơ xanh) là chi chứa các loài dây leo sống ký sinh.
Các loại cây thân gỗ trong họ Nguyệt quế chiếm ưu thế trong các cánh rừng nguyệt quế trên thế giới, có tại một số khu vực ẩm ướt của vùng cận nhiệt đới và ôn đới thuộc Bắc và Nam bán cầu, bao gồm các đảo thuộc Macaronesia, miền nam Nhật Bản, Madagascar, và miền trung Chile.
Có ba mục đích sử dụng chính của các loài cây trong họ này. Hàm lượng cao của tinh dầu tìm thấy trong nhiều loại thuộc họ Lauraceae. Các tinh dầu này là nguyên liệu quan trọng cho nhiều gia vị và sản xuất nước hoa. Lê dầu cũng cho quả chứa nhiều tinh dầu hiện nay được trồng nhiều tại khu vực nhiệt đới trên thế giới. Một vài loài còn cung cấp gỗ.
Trong số được biết nhiều nhất là các chi sau, là các chi có các loài được sử dụng ở phạm vi thương mại:
- Cinnamomum: Các loài quế, long não.
- Laurus: Nguyệt quế.
- Lindera:
- Persea: Lê dầu.
- Sassafras: Sát mộc.

## Các tông và chi
Các dòng dõi chính trong Lauraceae liệt kê dưới đây về cơ bản dựa theo Rohwer (2000), Chanderbali et al. (2001), Rohwer & Rudolph (2005) và Song et al. (2017).
- Hypodaphnideae Reveal: 1 chi, 1 loài ở vùng nhiệt đới Tây Phi.
  - Hypodaphnis
- Cryptocaryeae Nees: 13 chi, khoảng 775 loài. Liên nhiệt đới, một số loài cận nhiệt đới tới New Zealand.
  - Aspidostemon
  - Beilschmiedia (bao gồm cả Bernieria, Hufelandia, Lauromerrillia, Nesodaphne, Thouvenotia, Tylostemon): Chắp, két, mong, sang gia, son, chập, bạch mi, quỳnh nam.
  - Cryptocarya (bao gồm cả Caryodaphne, Dahlgrenodendron, Icosandra, Massoia, Pseudocryptocarya, Ravensara): Cà đuối, hậu xác quế.
  - Endiandra (bao gồm cả Brassiodendron): Khuyết hùng, khuyết nhị, vừ, thổ nam.
  - Eusideroxylon
  - Hexapora (bao gồm cả Micropora).
  - Potameia (có thể bao gồm cả Syndiclis)
  - Potoxylon
  - Sinopora
  - Syndiclis: Dẹ, rạch, du quả chương.
  - Triadodaphne
  - Yasunia
- Cassytheae Dumortier = Cassythaceae Lindley: 1 chi, 24 loài. Nhiệt đới, đặc biệt là tại Australia, bao gồm cả vùng ôn đới ấm tại đây.
  - Cassytha: Tơ xanh, vô căn đằng.
- Neocinnamomeae Yu Song, W. B. Yu & Y. H. Tan: 1 chi, 6 loài. Đông Nam Á, tây Malesia (Sumatra).
  - Neocinnamomum: Rè, tân chương.
- Caryodaphnopsideae Yu Song, W. B. Yu & Y. H. Tan: 1 chi, 15 loài. Trung và Nam Mỹ, Đông Nam Á tới Philippines và Borneo.
  - Caryodaphnopsis: Giả sụ, long não quả chanh.
- Nhóm Melizaurus và v.v.: 4-5 chi, 23 loài. Từ Trung Mỹ (Costa Rica) tới Nam Mỹ và Trinidad.
  - Anaueria
  - Chlorocardium
  - Mezilaurus (bao gồm cả Clinostemon, Silvia).
  - Sextonia
  - Williamodendron
- Perseeae Nees: 7 chi, 430 loài. 
  - Alseodaphne (bao gồm cả Stemmatodaphne): Sụ, vàng trắng.
  - Alseodaphnopsis. Tách ra từ Alseodaphne.[8]
  - Apollonias
  - Dehaasia (bao gồm cả Cyanodaphne): Cà đuối, liên quế.
  - Machilus
  - Nothaphoebe: Giả sụ, bời lời.
  - Persea (có thể bao gồm cả Machilus, Apollonias): Bơ, lê dầu, kháo, sụ, vàng giền, ngạc lê.
  - Phoebe: Sụ, nam.
- Cinnamomeae Nees: Khoảng 12-20 chi, 1.165 loài. Liên nhiệt đới. Chi Sassafras có ở vùng ôn đới.
  - Aiouea (bao gồm cả Mocinnodaphne)
  - Aniba (bao gồm cả Aydendron).
  - Cinnamomum: Quế, long não, rè, chương.
  - Damburneya: Tách ra từ Nectandra.
  - Dicypellium
  - Endlicheria (bao gồm cả Ampelodaphne, Goeppertia, Huberodaphne).
  - Gamanthera
  - Kubitzkia
  - Licaria (bao gồm cả Acrodiclidium, Chanekia, Misanteca, Nobeliodendron).
  - Mespilodaphne (bao gồm cả Dendrodaphne, Sassafridium).
  - Nectandra
  - Ocotea (bao gồm cả Bellota, Camphoromoea, Evonymodaphne, Gymnobalanus, Leptodaphne, Oreodaphne, Petelanthera, Teleiandra).
  - Paraia
  - Phyllostemonodaphne
  - Pleurothyrium
  - Povedadaphne
  - Rhodostemonodaphne
  - Sassafras (bao gồm cả Pseudosassafras): Sát mộc, sát thụ: Chuyển từ Laureae sang.
  - Umbellularia (bao gồm cả Sciadiodaphne).
  - Urbanodendron
- Laureae Le Maout & Decaisne: Khoảng 9 chi, 545 loài. Nhiệt đới và cận nhiệt đới, đặc biệt tại Đông Nam Á và Malesia, hiếm ở vùng ôn đới.
  - Actinodaphne: Bộp, hoàng nhục nam.
  - Dodecadenia
  - Laurus: Nguyệt quế.
  - Lindera (bao gồm cả Daphnidium, Iteadaphne, Parabenzoin): Liên đàn, sơn hồ tiêu.
  - Litsea (bao gồm cả Tetranthera): Bời lời, mộc khương tử.
  - Neolitsea (bao gồm cả Bryantea): Tân bời, tân mộc khương tử.
  - Parasassafras
  - Sinosassafras
- Incertae sedis:
  - Cinnadenia: Dự. 2 loài ở Đông Nam Á, có thể gần với Litsea.
  - Temmodaphne

## Phát sinh chủng loài
Rohwer (2000: matK) gợi ý rằng Hypodaphnis, với bầu nhụy hạ, là chị-em với phần còn lại của họ Lauraceae, kế tiếp là Cassytha (nhưng nhánh dài), kế tiếp là [Beilschmeidia + Cryptocarya + Endiandra], kế tiếp là Caryodaphnopsis, kế tiếp là [Chlorocardium + Mezilaurus + Williamodendron], kế tiếp là phần còn lại của Lauraceae; chi tiết hơn, xem Chanderbali et al. (2001). Như thế ở đây có một lượng các đơn vị phân loại với các nhánh dài, và các phân tích tổ hợp của Rohwer & Rudolph (2005) gợi ý mạnh về sự thay đổi một chút các mối quan hệ này: [Hypodaphnis [[nhóm Cryptocarya] [Cassytha [[Caryodaphnopsis + Neocinnamomum] [[nhóm Mezilaurus] [Phần còn lại]]]]]] – phần lớn các nhánh này có xác suất hậu nghiệm 100%.
Mặc dù Han et al. (2014) thu được một cấu trúc liên kết trong đó Hypodaphnis lồng trong nhánh chủ yếu bao gồm các thành viên của nhánh 2 và 4 trên đây, nhưng điều này có thể là vấn đề của việc tạo gốc cây phát sinh chủng loài. Massoni et al. (2014) tìm thấy nhánh bao gồm Hypodaphnis, Cassytha và Eusideroxylon là chị-em với phần còn lại của họ, nhưng các mối quan hệ này được hỗ trợ yếu, trong khi L. Li et al. (2016) tìm thấy rằng Caryodaphnopsis và Neocinnamomum là các chi có mối quan hệ chị-em gần nhất của Cassytha, và mặc dù độ hỗ trợ là khá mạnh, nhưng việc lấy mẫu lẽ ra có thể làm tốt hơn: các tác giả đã không đưa Hyphodaphnis vào phân tích. Cassytha liên kết yếu với nhóm Cryptocarya, [Caryodaphnopsis + Neocinnamomum] là nhánh kế tiếp tính từ gốc, nhưng độ hỗ trợ cho vị trí của Cassytha là yếu (Z.-D. Chen et al. 2016). Y. Song et al. (2017), sử dụng các trình tự plastome trọn bộ, đã phục hồi một cấu trúc liên kết được hỗ trợ tốt tương tự như cấu trúc liên kết trong Rohwer & Rudolph (2005), mặc dù Hyphodaphnis không được đưa vào, và Caryodaphnopsis  và Neocinnamomum tạo thành một bậc (grade), chứ không phải một nhánh, trong khi Y. Song et al. (2019), với sự lấy mẫu lớn hơn, đã phục hồi cấu trúc liên kết tương tự và với độ hỗ trợ tốt. Jo et al. (2019) phục hồi các mối quan hệ [Cryptocaryeae [Neocinnamomum [Caryodaphnopsis [Perseeae [Cinnamomeae + Laureae]]]]], nhưng với độ hỗ trợ yếu đối với vị trí của 2 chi và độ hỗ trợ mạnh cho vị trí của các tông.
Y. Song et al. (2019) thảo luận về các mối quan hệ trong các tông khác nhau.
Cryptocaryeae.
Các mối quan hệ bắt đầu được dung giải trong phạm vi nhánh Cryptocarya (Rohwer et al. 2014). Beilschmiedia là cận ngành trong hình 3 của Song et al. (2019), nhưng không cận ngành trong hình 2 và cũng không là cận ngành trong B. Liu et al. (2013).
Caryodaphnopsidae.
Xem L. Li et al. (2016) về các mối quan hệ.
Laureae.
Litsea là đa ngành, mặc dù tổ Litsea là đơn ngành, và Lindera cũng đa ngành (Fijridiyanto & Murakami 2009; Jo et al. 2019). Sự công nhận chi Neolitsea  dường như làm cho Actinodaphne trở thành cận ngành (L. Li et al. 2007, đặc biệt xem J. Li et al. 2004, 2008). Song et al. (2019) cũng tìm thấy các chi như Litsea và Lindera là đa ngành, xem thêm Jo et al. (2019).
Perseeae.
Về các mối quan hệ trong nhóm Persea, xem Rohwer et al. (2009) và L. Li et al. (2011); Phoebe và Persea là cận/đa ngành. 
Cinnamomeae.
Trong các phân tích bộ gen lạp lục thì Cinnamomum là cận/đa ngành (xem thêm Song et al. 2019; Jo et al. 2019: Sassafrass lồng trong Cinnamomum, nhưng với độ hỗ trợ thấp). J.-F. Huang et al. (2015) tìm thấy 3 nhánh chính, một chủ yếu là các loài thuộc tổ Camphora, là chị em với 2 nhánh còn lại chủ yếu là các loài của tổ Cinnamomum. Rohde et al. (2017) tìm thấy rằng các tổ Cựu Thế giới Cinnamomum và Camphora, cả hai đều là đơn ngành, tạo thành một bậc cận ngành yếu tại đáy của nhánh bao gồm các loài Cinnamomum Tân Thế giới, chủ yếu gộp nhóm với Aiouea, tổ hợp Ocotea, bao gồm các đơn vị phân loại từ vài chi khác, là nhóm chị em của nó trong các phân tích ITS, và hai nhóm này cũng được tìm thấy trong các phân tích cpDNA. Cinnamomum Cựu Thế giới rõ ràng không phải là một phần của một trong hai nhánh này, nhưng các chi tiết về mối quan hệ giữa các tổ Cinnamomum và Camphora bất đồng là do và phụ thuộc vào các dấu hiệu được sử dụng (Rohde et al. 2017). Về các mối quan hệ trong khu vực Nectandra (cận ngành)/ Ocotea (đa ngành), xem Trofimov et al. (2016, đặc biệt 2019 với 123 trên khoảng 400 loài được kiểm tra), trong nghiên cứu sau thì các mối quan hệ dọc theo trụ chính của cây phát sinh vẫn chỉ được hỗ trợ yếu.